# 宋尚緯
宋尚緯（1989年10月6日—），筆名苗林，臺灣詩人、國立東華大學華文文學研究所藝術碩士（MFA），著有《輪迴手札》、《鎮痛》等作品，並經常於臉書個人頁面發表文章評論時事或以作詩諷刺。

## 簡歷
宋尚緯讀國小時因為經常搬家，養成他能在各種地方寫作的能力。他從國中開始創作小說，因為經常遭到霸凌，他便把霸凌他的人寫進故事中，再讓他們悽慘地死去。高中時數學課堂上寫小說的他，在筆記本被老師撕掉後，便開始跨足新詩創作，寫詩批評老師，並在此時期以新詩得到台積電文學獎，連續三年投稿《桃園青年》獲得新詩首獎。高中畢業後，宋尚緯進入南華大學就讀、並在東華大學攻讀碩士。2015年，宋尚緯到福建參加第31屆青春詩會，他是第一位參加青春詩會的台灣詩人。
宋尚緯喜歡的詩人包括羅智成、林燿德、維斯拉瓦·辛波絲卡、卡洛·安·杜菲等，並自認或多或少受到他們的作品影響。 2015年，宋尚緯以詩集《陣痛》在36件作品中脫穎而出，獲得第二屆楊牧詩獎；詩人陳育虹稱其是「一部結構緊密的作品」、詩人向陽稱其「展示作者處於當代台灣的苦悶、憂思、抵抗與反省」、詩人李進文稱「作者採取生活化的語彙，呈現一種親切的詩意」。 2022年入選由向陽主編之《新世紀新世代詩選》。

## 作品
宋尚緯表示自己在創作時，心中會先有一個主題，把細節去掉後，留下粗略的框架，這使得詩裡的經驗能引起較多人的共鳴，他認為生活中有太多「垃圾事」，這些事是他的靈感來源，並透過寫詩減緩功課的壓力，也透過寫別人的故事和心情支持自己的讀者。
宋尚緯著有詩集《輪迴手札》、《鎮痛》、《共生》、《比海還深的地方》、《好人》和《無蜜的蜂群》，其中《鎮痛》獲得第二屆楊牧文學獎，另有多篇作品收錄於不同的詩集中。2016年，宋尚緯自費出版了集結自己曾發表在Facebook個人頁面上文章的文集《小結》。

### 作品列表
| 年度 | 書名               | 出版社       |
| ---- | ------------------ | ------------ |
| 2011 | 《輪迴手札》       | 逗點文創結社 |
| 2016 | 《共生》           | 啟明出版     |
| 2016 | 《鎮痛》           | 啟明出版     |
| 2016 | 《小結》           | 獨立出版     |
| 2017 | 《比海還深的地方》 | 啟明出版     |
| 2018 | 《好人》           | 啟明出版     |
| 2019 | 《無蜜的蜂群》     | 啟明出版     |
| 2021 | 《孤島通信》       | 麥田出版     |